# Литвинецька сільська рада
Литви́нецька сільська́ ра́да — адміністративно-територіальна одиниця та орган місцевого самоврядування в Канівському районі Черкаської області. Адміністративний центр — село Литвинець.

## Населені пункти
Сільській раді підпорядковані населені пункти:
- с. Литвинець
- с. Ковалі

## Загальні відомості
На півночі рада межує із Тростянецькою та Курилівською, на заході — з Козарівською, на півдні — з Степанецькою сільськими радами, на сході має кордон із територією Канівської міської ради та Канівського природного заповідника.
Населення сільради — 1 089 осіб (2009.
Майже вся територія сільради, окрім північно-західної частини, вкрита лісовими масивами, які зростають на ярах Канівських гір. Протікають невеликі річки-струмки, притоки Росави (течуть на південь) або Дніпра (течуть на північ).
По території сільради проходить автошлях Р 09 Черкаси-Канів, від якого також відходить асфальтована дорога на села Литвинець і Ковалі. На північному заході збудована об'їзна дорога Канева.

## Склад ради
Рада складається з 16 депутатів та голови.
- Голова ради: Шатило Тетяна Луківна

### Керівний склад попередніх скликань
| Прізвище, ім'я, по батькові | Основні відомості                                               | Дата обрання | Дата звільнення |
| --------------------------- | --------------------------------------------------------------- | ------------ | --------------- |
| Шатило Тетяна Луківна       | Сільський голова, 1962 року народження, освіта середня загальна | 26.03.2006   | 31.10.2010      |
| Шатило Тетяна Луківна       | Сільський голова, 1962 року народження, освіта середня загальна | 31.10.2010   |                 |

Примітка: таблиця складена за даними сайту Верховної Ради України

### Депутати
За результатами місцевих виборів 2010 року депутатами ради стали:

#### За суб'єктами висування
| Суб'єкт висування | Кількість обраних депутатів | %   |
| ----------------- | --------------------------- | --- |
| Самовисування     | 16                          | 100 |

#### За округами
| № округу | Прізвище, ім'я, по батькові       | Дата визнання обраним | Освіта             | Партійна приналежність | Відомості про обраного депутата                             |
| -------- | --------------------------------- | --------------------- | ------------------ | ---------------------- | ----------------------------------------------------------- |
| 1        | Басиста Світлана Анатоліївна      | 02.11.2010            | вища               | позапартійна           | Яблунівський НВК, вчитель                                   |
| 2        | Ярош Наталія Василівна            | 02.11.2010            | середня            | член Партії регіонів   | ВАТ «Канівський маслосирзавод», сировар                     |
| 3        | Драгун Петро Макарович            | 02.11.2010            | середня            | позапартійний          | пенсіонер                                                   |
| 4        | Туз Іван Іванович                 | 02.11.2010            | середня            | позапартійний          | тимчасово не працює                                         |
| 5        | Москалець Віра Володимирівна      | 02.11.2010            | середня спеціальна | член Партії регіонів   | ЛитвинецькийДНЗ"Сонечко", вихователь                        |
| 6        | Рябовол Олександр Іванович        | 02.11.2010            | вища               | член Партії регіонів   | ВАТ «Канівський маслосирзавод», лікар ветеринарної медицини |
| 7        | Гайдай Григорій Іванович          | 02.11.2010            | середня            | член Партії регіонів   | ВАТ «Канівський маслосирзавод», слюсар-складальник          |
| 8        | Коваленко Валерій Васильович      | 02.11.2010            | вища               | член Партії регіонів   | приватний підприємець                                       |
| 9        | Протасенко Іван Миколайович       | 02.11.2010            | середня спеціальна | позапартійний          | пенсіонер                                                   |
| 10       | Погрібна Ганна Миколаївна         | 02.11.2010            | вища               | член Партії регіонів   | Литвинецька сільська рада, секретар                         |
| 11       | Корчака Світлана Миколаївна       | 02.11.2010            | вища               | член Партії регіонів   | Яблунівський НВК, директор школи                            |
| 12       | Горохова Катерина Петрівна        | 02.11.2010            | вища               | член Партії регіонів   | тимчасово не працює                                         |
| 13       | Петриченко Світлана Євгеніївна    | 02.11.2010            | середня            | член Партії регіонів   | тимчасово не працює                                         |
| 14       | Ситник Олександр Іванович         | 02.11.2010            | середня            | позапартійний          | тимчасово не працює                                         |
| 15       | Горіна-Осадча Вікторія Григорівна | 02.11.2010            | середня            | член Партії регіонів   | пенсіонер                                                   |
| 16       | Рєпіна Світлана Іванівна          | 02.11.2010            | середня спеціальна | член Партії регіонів   | ЗАТ «Укршампіньйон», робітниця                              |